# Paraepidiaspis staticicola
Paraepidiaspis staticicola är en insektsart som först beskrevs av Gómez-menor Ortega 1928.  Paraepidiaspis staticicola ingår i släktet Paraepidiaspis och familjen pansarsköldlöss. Inga underarter finns listade i Catalogue of Life.